# ロベルト・ミューレン
ロベルト・ミューレン（Robert Mühren、1989年5月18日 - ）は、オランダ・プルメレント出身のサッカー選手。FCフォレンダム所属。ポジションはFW。 

## 経歴
アヤックスの下部組織出身。しかし、アヤックスではプロデビューできず、2011年にクラブを退団し、FCフォレンダムに加入した。フォレンダムでの3シーズン目、エールステ・ディヴィジの舞台で34試合25得点を記録し、オランダ国内外の注目を集める選手となった。
2014年8月28日、AZアルクマールに3年契約で移籍した。しかし、AZではフォレンダム時代ほどの輝きを放てず、3シーズン後に契約満了でクラブを退団し、ベルギーのSVズルテ・ワレヘムにフリーで移籍した。
2019年7月5日、エールステ・ディヴィジのSCカンブールに1シーズンの契約でレンタルされた。カンブールではフォレンダム時代の活躍を披露し、29試合で26ゴールを挙げ、クラブの1位フィニッシュに大きく貢献した。また、本来は1シーズンでズルテ・ワレヘムに復帰する予定だったが、ミューレン自身がレンタルの延長を希望したため、2020-21シーズン終了までクラブに残留することとなった。

## 人物
元サッカー選手のアーノルド・ミューレン、ヘリー・ミューレンの甥にあたる。